# 井野瀬久美惠

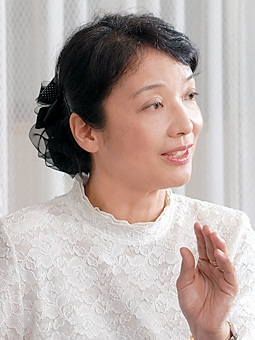
日本学術会議副会長就任時に公表された肖像写真（2009年撮影）

井野瀬 久美惠（いのせ くみえ、1958年 - ）は、日本の歴史学者。甲南大学教授。専門はイギリス近代史。
朝日放送・スカイA放送番組審議会委員長。

## 略歴
愛知県生まれ。1982年京都大学文学部卒業後、京都大学大学院文学研究科（西洋史学専攻）単位修得退学。追手門学院大学文学部専任講師、甲南大学文学部助教授、教授。2005年「植民地経験のゆくえ: アリス・グリーンのサロンと世紀転換期の大英帝国」で京都大学より博士（文学）。2014年10月から2017年9月まで日本学術会議副会長を務めた。

## 著書
- 『大英帝国はミュージック・ホールから』朝日新聞社〈朝日選書〉、1990年。
- 『子どもたちの大英帝国 - 世紀末、フーリガン登場』中央公論社〈中公新書〉、1992年。
  - 『フーリガンと呼ばれた少年たち - 子どもたちの大英帝国』中央公論新社〈中公文庫〉、1999年。
- 『「受験世界史」の忘れもの』PHP研究所〈PHP文庫〉、1994年。
- 『意外な世界史 - 歴史を楽しむ発想法』PHP研究所、1996年。
- 『女たちの大英帝国』講談社〈講談社現代新書〉、1998年。
- 『黒人王、白人王に謁見す - ある絵画のなかの大英帝国』山川出版社、2002年。
- 『植民地経験のゆくえ - アリス・グリーンのサロンと世紀転換期の大英帝国』人文書院、2004年。
- 『興亡の世界史 (16) 大英帝国という経験』講談社、2007年。ISBN 9784062807166。
  - 『大英帝国という経験 興亡の世界史』講談社〈講談社学術文庫〉、2017年。ISBN 9784062924696。
  - 『講座「わたしたちの歴史総合」4 「近代」とは何か』かもがわ出版、2023年。

### 共著
- （松村昌家）『祖国イギリスを離れて - ヴィクトリア時代の移民』本の友社、1997年。

### 編著
- 『イギリス文化史入門』昭和堂、1994年。
- 『イギリス文化史』昭和堂、2010年。

### 共編著
- （栗本英世）『植民地経験 - 人類学と歴史学からのアプローチ』人文書院、1999年。
- （北川勝彦）『アフリカと帝国 - コロニアリズム研究の新思考にむけて』晃洋書房、2011年。

## 翻訳
- マーガレット・シュトローベル『女たちは帝国を破壊したのか - ヨーロッパ女性とイギリス植民地』知泉書館、2003年。